# Championnat national de tennis des États-Unis 1941
Pour un article plus général, voir US Open de tennis.
Résultats détaillés de l’édition 1941 du championnat de tennis US National qui est disputée du 30 août au 7 septembre 1941.

## Palmarès
| Tableau          | Vainqueurs                           | Vainqueurs | Score              | Finalistes                        | Finalistes |
| ---------------- | ------------------------------------ | ---------- | ------------------ | --------------------------------- | ---------- |
| Simple dames     | Sarah Palfrey Cooke                  | États-Unis | 7-5, 6-2           | Pauline Betz                      | États-Unis |
| Simple messieurs | Bobby Riggs                          | États-Unis | 5-7, 6-1, 6-3, 6-3 | Frank Kovacs                      | États-Unis |
| Double dames     | Sarah Palfrey Cooke Margaret Osborne | États-Unis | 3-6, 6-1, 6-4      | Dorothy Bundy Cheney Pauline Betz | États-Unis |
| Double messieurs | Jack Kramer Ted Schroeder            | États-Unis | 9-7 6-4 6-2        | Wayne Sabin Gardnar Mulloy        | États-Unis |
| Double mixte     | Sarah Palfrey Cooke Jack Kramer      | États-Unis | 4-6, 6-4, 6-4      | Pauline Betz Bobby Riggs          | États-Unis |

## Simple dames
|  |               |  |   |   |  |
|  | Finale        |  |   |   |  |
|  |               |  |   |   |  |
|  |               |  |   |   |  |
|  | Sarah Palfrey |  | 7 | 6 |  |
|  | Sarah Palfrey |  | 7 | 6 |  |
|  | Pauline Betz  |  | 5 | 2 |  |

## Double dames
|  |                                |  |   |   |   |
|  | Finale                         |  |   |   |   |
|  |                                |  |   |   |   |
|  |                                |  |   |   |   |
|  | Sarah Palfrey Margaret Osborne |  | 3 | 6 | 6 |
|  | Sarah Palfrey Margaret Osborne |  | 3 | 6 | 6 |
|  | Dorothy Bundy Pauline Betz     |  | 6 | 1 | 4 |

## Double mixte
|  |                           |  |   |   |   |
|  | Finale                    |  |   |   |   |
|  |                           |  |   |   |   |
|  |                           |  |   |   |   |
|  | Sarah Palfrey Jack Kramer |  | 4 | 6 | 6 |
|  | Sarah Palfrey Jack Kramer |  | 4 | 6 | 6 |
|  | Pauline Betz Bobby Riggs  |  | 6 | 4 | 4 |